# Jean-Baptiste Bernard Viénot de Vaublanc
Vous lisez un « bon article » labellisé en 2013.
Pour les articles homonymes, voir Vaublanc (homonymie) et Vienot.
Pour les autres membres de la famille, voir Famille Viénot de Vaublanc.
Jean-Baptiste Bernard Viénot de Vaublanc, dit le chevalier de Vaublanc, est un militaire français, né le 17 septembre 1761 à Ouanaminthe à Saint-Domingue (Haïti de nos jours) et mort le 19 décembre 1812 à Gumbinnen (aujourd'hui Goussev, dans l'oblast de Kaliningrad). Engagé volontaire à dix-sept ans, il prend part à la guerre d'indépendance américaine, de 1779 à 1782, notamment au siège de Savannah.
Pendant la Révolution française, il participe à la campagne du Rhin, puis devient président de la société populaire de Besançon, où il se fait remarquer par son calme et sa modération, tout en affichant clairement ses convictions républicaines.
Sous l'Empire, il participe à la guerre d’Espagne et est brièvement membre du Conseil de Gouvernement du Portugal, en tant que secrétaire général. Conseil présidé par Junot lors de l'occupation française de ce pays en 1808. Poste auquel il se fait remarquer par son intégrité. Il est successivement inspecteur en chef aux revues à l’armée d’Espagne puis à la Grande Armée. Il meurt d'épuisement fin 1812, lors de la retraite de Russie, non loin de Vilnius, en Lituanie.
Il est le deuxième frère cadet de l'homme politique Vincent-Marie de Vaublanc et a pour fils le chambellan Vincent-Victor Henri de Vaublanc.

## Un soldat de l'Ancien Régime

### Guerre d’indépendance américaine

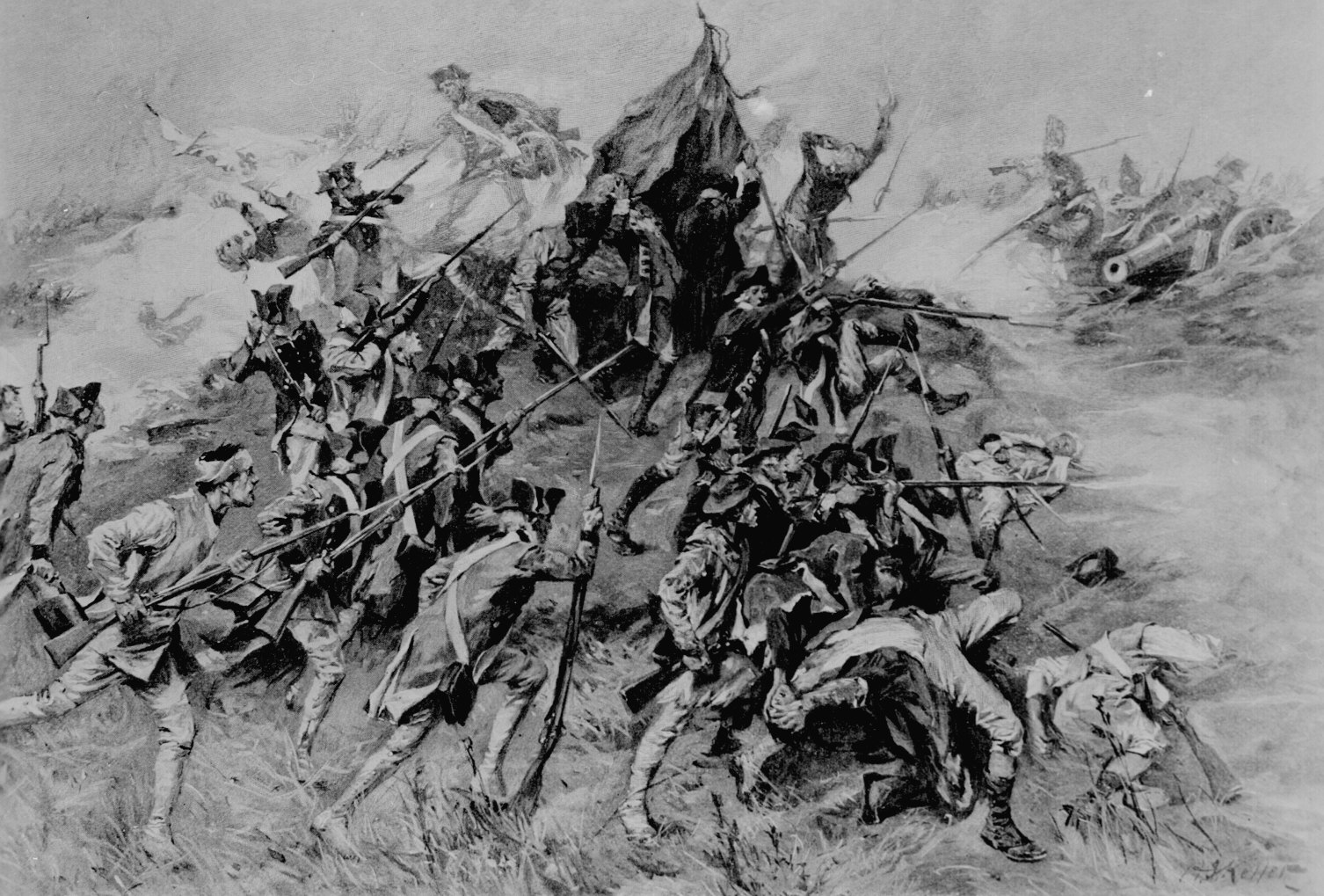
Assauts lors du siège de Savannah

Originaire d'une famille de Bourgogne, anoblie en 1697, Vaublanc est le troisième fils du major Vivant-François Viénot de Vaublanc, commandant du Fort Saint-Louis à Fort-Dauphin. Il naît et grandit à Saint-Domingue où son père est cantonné. Il vient en France pour rentrer à l'école militaire de Paris et y reste jusqu'à l'âge de seize ans. De retour à Saint-Domingue, il s'engage à dix-sept ans comme lieutenant aux Chasseurs volontaires de Saint-Domingue, lors de sa création le 12 mars 1779.
Il participe ainsi en septembre-octobre 1779 aux combats de la guerre d'indépendance des États-Unis et principalement aux sanglants combats du siège de Savannah en Géorgie, siège qui est levé après l'échec de l'attaque du 9 octobre 1779.
Il sert ensuite sur le vaisseau de 74 canons, l'Annibal, sous le commandement de La Motte-Picquet, lorsque ce dernier est chargé par le comte d'Estaing de rentrer à Fort Royal à la Martinique pour réparer sept des vaisseaux français qui ont le plus souffert lors des combats.
Vaublanc, qui a combattu pendant cette guerre, tant sur mer que sur terre, sous les ordres des généraux d'Estaing, La Motte Picquet, des colonels Rouvray, Noailles et Kersaint et du chef d'escadre du Teil, est réformé le 6 mars 1780 ; mais il participe tout de même aux campagnes de 1781 et 1782. À la fin de la guerre, il reçoit en remerciements, avec d'autres officiers français, des concessions territoriales de la part du tout nouveau gouvernement américain. Vaublanc retourne alors en métropole.

### Une brève carrière militaire dans l'armée royale
Le 23 septembre 1783, il est admis à la compagnie Villeroy du prestigieux corps des Gardes du corps du roi à Versailles. Il est entre autres chargé de garder le Dauphin. Il est ensuite affecté le 23 septembre 1784 aux 1ers régiment de chasseurs à cheval des Alpes en tant que sous-lieutenant d'infanterie. Il y obtient le grade de lieutenant en second, le 27 décembre 1785, puis de lieutenant le 8 février 1786. Il reste dans ce régiment jusqu'au 9 décembre 1788, puis démissionne de l'armée le 10 juillet 1789.
En vue de la convocation aux États généraux de 1789, il se rend à l'assemblée provinciale de la noblesse de la sénéchaussée de Saintonge qui a lieu à Saint-Jean-d'Angély en même temps que son deuxième frère aîné Jean-François,.

## Guerres de la Révolution française
Vraisemblablement grâce à l'appui de son frère aîné Vincent-Marie (alors président du directoire de Seine-et-Marne), il est nommé capitaine de la gendarmerie nationale dans ce département le 15 juin 1791 sous les ordres du colonel Papillon commandant de la 1re division de gendarmerie, qui s’étend sur les départements de Paris, Seine-et-Oise et Seine-et-Marne.

### La campagne du Rhin

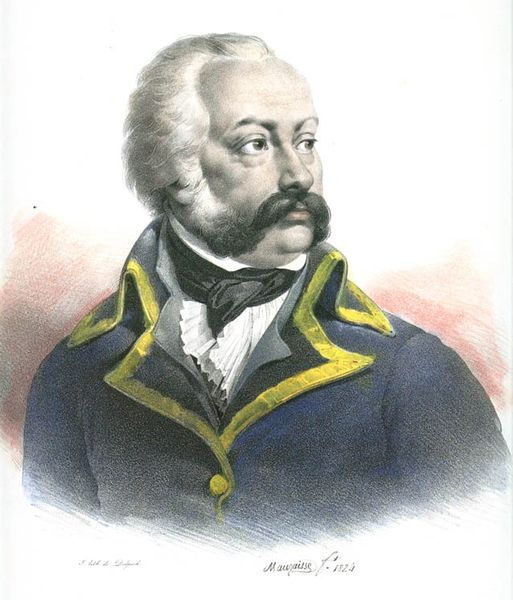
Le général Custine

Le 18 mai 1792, il est nommé adjudant-général, chef de bataillon destiné d'abord à servir dans l'Armée du Nord.
En janvier 1793, il est affecté à l’armée des Vosges commandée par le général Adam-Philippe de Custine (dont il gagne l'estime) puis par le général Hugues Alexandre Joseph Meunier. Sur son passeport du quartier général de l’armée des Vosges à Wissembourg, signé du chef d'état-major Meunier, il est inscrit que « le citoyen Jean Baptiste Viennot a servi sous les ordres de Custine avec le zèle, l'intelligence d'un bon militaire qu'il a montré en même temps le civisme et les sentiments d'un homme attaché à la République (...) ».
Le 8 mars 1793, il est nommé adjudant-général, chef de brigade par le général Pichegru, et est affecté en cette qualité de l’armée du Rhin, armée commandée aussi par le général Custine.
Il participe à l'ultime tentative de Custine pour reprendre le contrôle de la forteresse de Mayence (évacuée le 27 mars). Le 16 mai 1793, lors de la bataille de Herxheim livrée par ce général contre les troupes commandées par le général autrichien Friedrich von Hotze, Vaublanc est placé en réserve avec le général Hatry à la tête de trois bataillons chacun entre Minfeld et Langen-Candel,. À l'issue de cet échec, et victime des actions entreprises par les hébertistes, le général Custine est rappelé à Paris pour y être exécuté en août 1793.

### Installation à Besançon et participation à la vie politique locale pendant la Révolution
Vaublanc est ensuite transféré, au cours de l'année 1793, à la 6e division militaire territoriale, basée à Besançon et commandée par le général Jean Joseph Édouard Reed. Il y fait la connaissance du jeune révolutionnaire bisontin Pierre-Joseph Briot, qui est parvenu à la fin août de la même année à se faire nommer aide de camp de ce général.
En octobre 1793, se produit une péripétie qui illustre l’état d'esprit de Vaublanc dans cette période troublée. À cette date, le représentant en mission Bernard de Saintes, arrive à Besançon pour y faire appliquer les directives de la Terreur et la levée en masse qui provoque un fort mécontentement dans la région. Mais, ce dernier, dont la vertu républicaine n'est pas le premier souci, parvient fort bien à mener de front ses propres affaires et celles de la République : il n'a aucun scrupule en effet, lorsque la jolie aristocrate Élisabeth de Vaudey vient lui demander la libération d'un parent considéré comme suspect, à charger son subordonné Vaublanc de gagner pour son compte le cœur de la jeune femme.
Celle-ci a donc tout loisir de cerner la personnalité de Vaublanc, dont elle nous laisse un des rares témoignages d'époque dans ses Mémoires, qui figurent dans l’œuvre de Louis Constant Wairy : « J’avais rencontré quelquefois dans le monde un adjudant-général, frère de M. de Vaublanc ; c’était un jacobin de bonne compagnie, ou pour mieux dire un jacobin par peur. Ses manières contrastaient singulièrement avec le ton du jour ; vainement il voulait les mettre en harmonie avec celles des gens dont il s’était entouré, les anciennes habitudes faisaient taire les nouvelles. Il portait le nom de Viennot, n’osant pas porter celui de son frère, connu par des opinions très opposées à celles qu’il professait alors. »
En dehors de ce témoignage sur l'attitude prudente de Vaublanc pendant la Terreur, l'affaire dont il est chargé n'a pas de suite : en effet, l'épisode se termine avec le départ de Bernard de Saintes, parti annexer la principauté de Montbéliard le 10 octobre, puis envoyé à Dijon et son remplacement, en janvier 1794, par le représentant Lejeune, sans qu'Élisabeth le Michaud d'Arcon de Vaudey n'ait rendu les armes.
À la suite du vote de la loi des suspects du 13 septembre 1793 par la Convention, Vaublanc est suspendu en octobre par le général Reed sur ordre du ministre de la guerre Jean-Baptiste Bouchotte, comme trop modéré, et d'origine noble et surtout parce qu'il est le frère d'un ancien député royaliste Vincent-Marie de l'Assemblée législative passé dans la clandestinité.
Il est toutefois maintenu dans ses fonctions par Pierre-Joseph Briot et surtout par André-Antoine Bernard qui le défend énergiquement. Ainsi celui-ci, dans une lettre en date du 15 octobre 1793 de Montbéliard adressée à la Convention, s’étonne que le ministre de la guerre ait suspendu l’adjudant général Viennot à Besançon : « Viennot n’est pas noble, il est abhorré de sa famille parce qu'il est républicain », « il est chéri des sans-culottes de Besançon », « il est, en un mot, un sans-culotte dans la force du terme ». De plus Jean Bassal et lui ont « les plus grandes obligations à ce citoyen », qui les « a puissamment aidés dans leurs opérations ».
Bernard l’a en effet envoyé examiner la situation politique et militaire du département frontalier du Mont-Blanc nouvellement acquis à la France, mission dont il s'acquitte selon Liévyns « avec zèle et intelligence ».

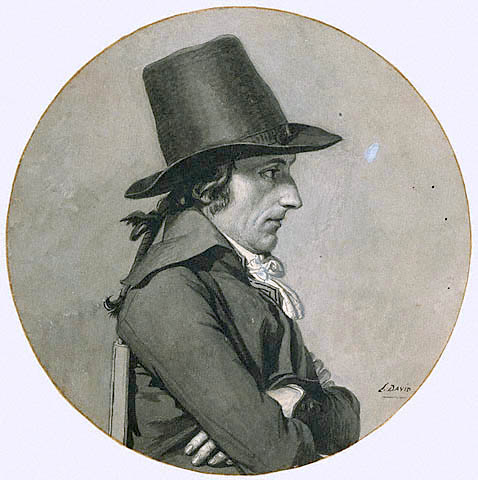
André Antoine Bernard
Portrait par Jacques-Louis David (1795).

Épris des écrits de Jean-Jacques Rousseau, Vaublanc participe aux assemblées politiques du département du Doubs. Grâce à l'appui de Briot, il devient président de la société populaire de Besançon. Cette société est le nom du club jacobin de la ville chargé d'accompagner localement les réformes révolutionnaires décidées depuis Paris et appliquées nationalement.
À ce poste au début de 1794, Vaublanc a une altercation verbale avec le représentant de la Convention nationale pour les départements de la Haute-Saône et du Doubs, Augustin Robespierre, frère cadet de Maximilien de Robespierre. En effet, Robespierre le Jeune est venu à Besançon pour s'expliquer avec Bernard de Saintes et adoucir la sévérité que celui-ci exerce dans le département sur fond de forte rivalité personnelle. À la tribune après une attaque à peine voilée de Robespierre contre la politique menée par Bernard de Saintes, il s'en prend à Vaublanc alors que ce dernier tente de concilier les deux partis.

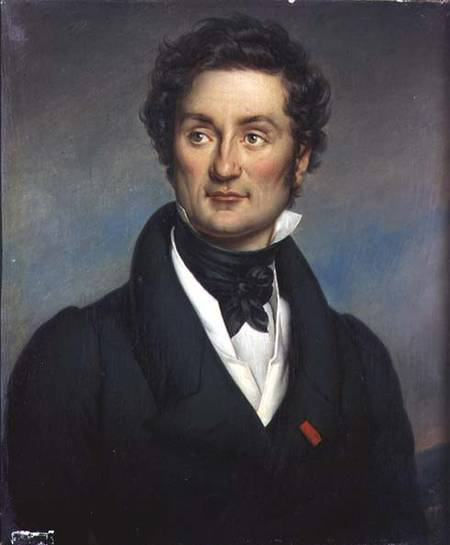
L'écrivain bisontin Charles Nodier

L'écrivain Charles Nodier, alors adolescent, et déjà passionné par la politique locale de sa ville, plutôt favorable à Vaublanc, après avoir décrit ce dernier, narre la scène : 

« Le président de la société populaire était un de ces hommes élevés de caractère, élevés de talent, inaccessibles à tout reproche, qu'on s'étonnait quelquefois de voir mêlés au mouvement passionné de l'époque, mais dont l'impénétrable secret ne doit pas être discuté. Son calme plein de fermeté et de douceur, son éloquence pleine d'heureuses insinuations et de sages ménagements, la noble dignité de ses manières, l'avaient fait choisir pour dominer cette scène inquiétante, et pour en changer habilement le cours, si elle devenait trop grave. »

« Viennot de Vaublanc crut devoir faire intervenir son autorité conciliatrice. Il interrompit Robespierre, et conjura sa colère au nom des intérêts de la liberté, dont les défenseurs ne se divisaient pas sans danger pour elle ; au nom de l’harmonie des citoyens, qui étaient troublés par ces débats ; au nom de sa propre gloire et de l’illustration d’une famille appelée à de hautes destinées »

 […] « Robespierre s’éleva contre cette illustration et ces destinées promises à une famille. Il s’indigna contre le penchant de certains hommes à rétablir dans l’opinion les privilèges qu’on venait d’arracher à la noblesse… Ces acceptions de noms, continua-t-il, sont l'une des calamités de l'ancien régime ! Nous en sommes heureusement délivrés ; et tu présides cette société, toi qui es d'une famille d'aristocrates et qui es le frère d'un traître !... Si le nom de mon frère me donnait ici un privilège, le nom du tien t'enverrait à la mort ! »Nodier 1841.
À la suite de ce débat houleux, Robespierre regagne Vesoul dont il est le représentant, puis Lyon en promettant de faire libérer des suspects que Bernard de Saintes a fait incarcérer.
Dans une lettre à son frère en date du 3 ventôse, an II de la République (21 février 1794), de Commune-Affranchie (Lyon), Robespierre le Jeune résume la situation : « J’ai facilement répondu à toutes ces calomnies : je n’ai trouvé d’adversaires à Besançon ; qu’un frère de Vaublanc, et un rédacteur corrompu d’un journal qui se fabrique dans le département du Doubs ». Il parle de Briot rédacteur du journal bisontin la Vedette.
Le 7 juin 1794, Vaublanc épouse Marie-Charlotte Sophie Pion de Mieslot à Besançon, fille d'une famille originaire de Pontarlier et cousine germaine du philosophe socialiste utopique bisontin Charles Fourier.
Le 18 vendémiaire an III (9 septembre 1794), il est inquiété par la réaction thermidorienne et est à nouveau suspendu de ses fonctions, mais cette fois comme terroriste (c'est-à-dire ayant eu des responsabilités durant le régime de la Terreur) par les représentants du peuple Besson et Jacques Pelletier. Ceci ne l'empêche pas de se faire réélire en brumaire de la 3e année (octobre-novembre 1794) président de la société populaire. Finalement, le 15 janvier 1795, il est rétabli dans ses fonctions par le représentant Joseph Marie François Sevestre. Le 4 germinal de l'an III (24 mars 1795), il démissionne de l'Armée à la fois pour raison de santé, à la fois du fait de son âge ; il est alors le plus vieux des adjudants généraux et enfin parce que par trois fois le ministre de la guerre Aubert-Dubayet a refusé de lui accorder le grade de général de brigade. Trois mois plus tard, il demande sa réadmission au sein de l'armée de l'Intérieur, mais aucune suite ne lui est donnée.
À la suite de l'insurrection parisienne ratée du 1er prairial de l'an III, (20 mai 1795), il est arrêté et emprisonné à titre préventif, le 6 prairial an III (26 mai 1795), en même temps que quatorze autres patriotes de Besançon dont son beau-père, Antoine Pion, marchand-drapier de Besançon et Briot par le président du Directoire départemental du Doubs, Joseph Louvot. Viénot est notamment accusé d'avoir profité de sa position et de son art oratoire pour promouvoir la loi agraire au profit des plus pauvres.
Il est nommé en mars 1796, administrateur de l’école centrale du Doubs, qui vient d’être créée et organisée par l'inspecteur Charles-François Dupuis, dépêché à Besançon au début de l'année 1795, selon les dispositions du rapport Lakanal de ventôse an III. Il y retrouve son ami, le philosophe de l'éthique Joseph Droz qui y est professeur d'éloquence, et un ancien collègue du club de Besançon, le futur député Briot qui a été élu à la chaire de professeur de Belles-Lettres.
Vaublanc est appelé à présider, fin 1797 début 1798, une commission militaire mise en place à Besançon, en vue de juger les suspects arrêtés à la suite du Coup d'État du 18 fructidor an V.

## Consulat et Premier Empire

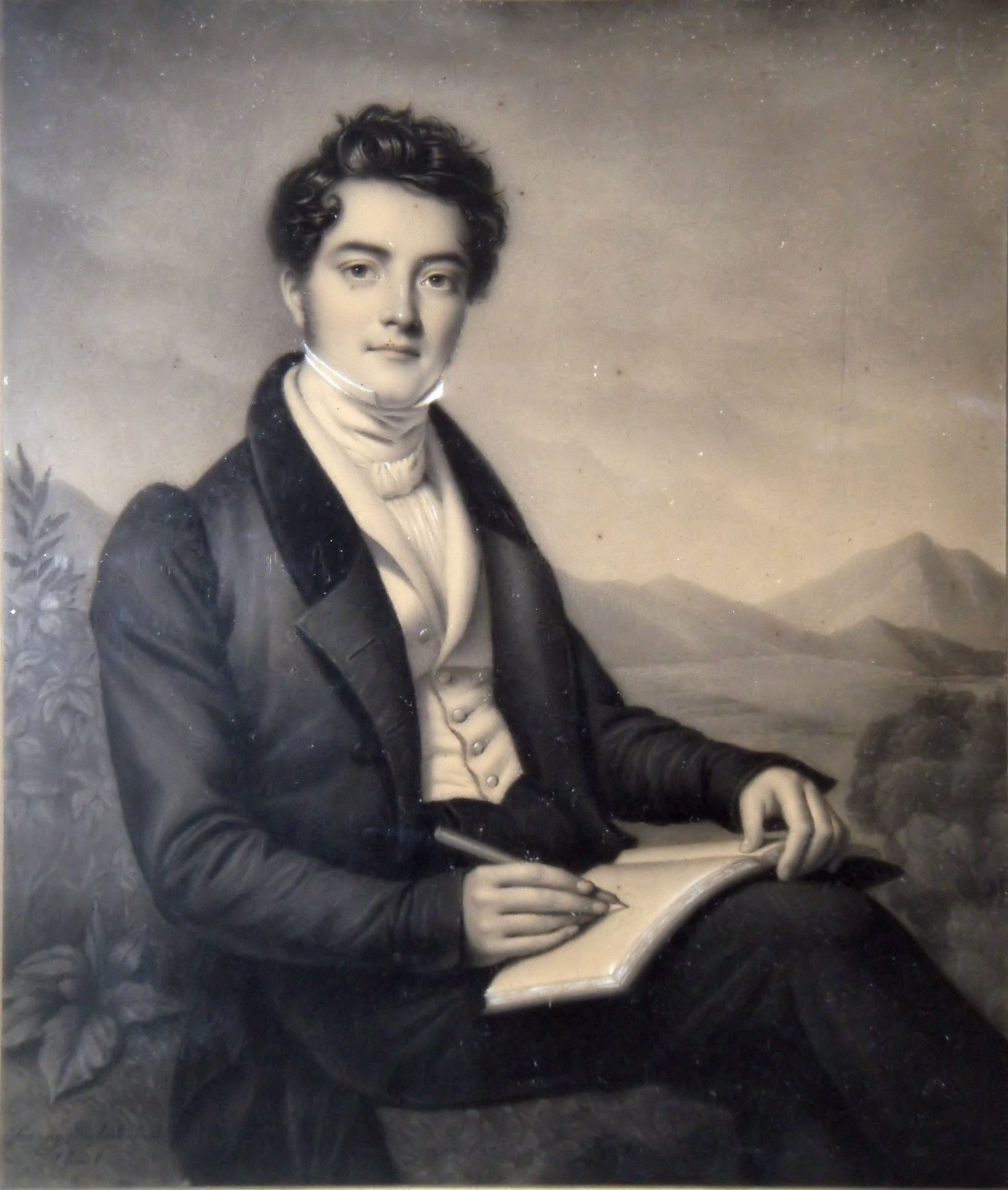
Son deuxième fils Vincent-Victor Henri à l'âge adulte

Après le coup d'État du 18 brumaire (9 novembre 1799), les généraux François Antoine Denoyé et Louis Adrien Brice de Montigny demandent sa remise en activité militaire aux consuls. Le 18 pluviôse de l'an VIII (7 janvier 1800), il n'a plus de grade lorsque, sur proposition de Henri-Jacques-Guillaume Clarke qu'il a connu à l'armée du Rhin, il est nommé à l'emploi d'inspecteur aux revues, à la création de ce nouveau corps, pour son « intégrité sévère » et sa « remarquable activité ». Le dictionnaire Historique ou Biographie Universelle cite : « On vit en lui, dès ce jour, un fonctionnaire avare des sueurs du peuple et à la fois protecteur des intérêts du soldat : rôle qui exigeait dix heures d'application par jour, en tous lieux, et du courage contre les intrigues des bureaux et les sourdes persécutions. »
Il est affecté successivement dans le département du Calvados à Caen à la 14e division militaire, au moment où naît son premier fils, Alphonse, le 22 mars 1800 à Besançon. Il est affecté dans cette même ville en 1802 à la 6e division militaire. Puis enfin, il est à Montpellier à la 9e division militaire lorsque naît son autre fils Vincent-Victor Henri Viénot de Vaublanc.
Il est fait chevalier de la Légion d'honneur le 4 germinal de l'an XII (25 avril 1804).

### Affectation à l’armée d’Espagne

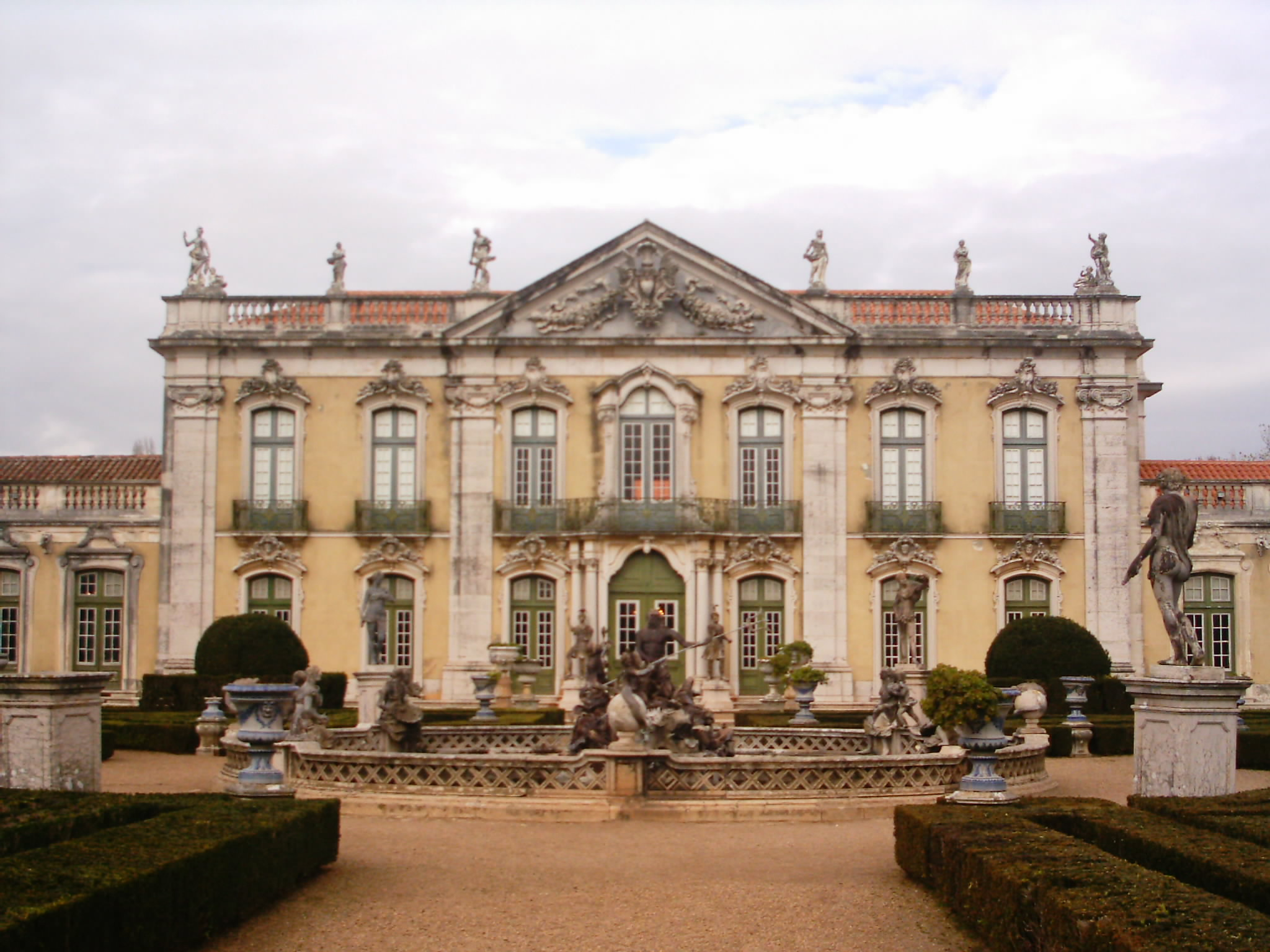
Le Palais national de Queluz, siège du Conseil du Portugal

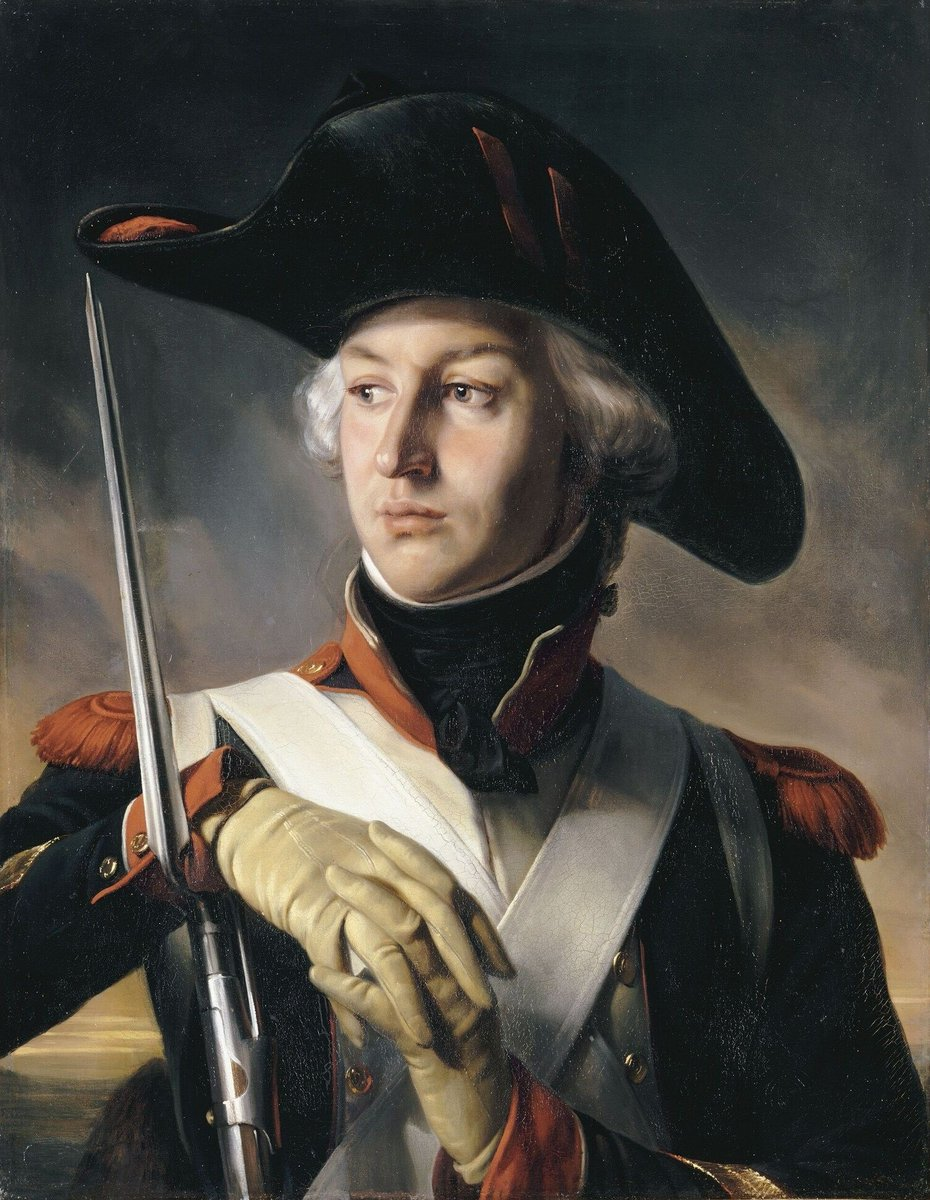
Jean-Andoche Junot, supérieur hiérarchique de Vaublanc

Le 16 octobre 1807, il est affecté au 1er corps d'observation de Gironde de l’armée d’Espagne, qui se réunit à Bayonne depuis juillet 1807, sous les ordres de l'ancien gouverneur militaire de Paris, Jean-Andoche Junot, en tant qu'inspecteur aux revues. La mission de cette armée de 25 000 hommes est d'envahir le Portugal, ancien allié du Royaume-Uni, qui tarde à appliquer le blocus continental imposé par Napoléon. Le corps pénètre en Espagne le 18 octobre et entre dans Lisbonne le 30 novembre.
Après  la fuite du prince-régent dom João et de la chute du conseil de Régence, Vaublanc est nommé, du 1er février au 30 août 1808, membre du Conseil du Portugal, où il exerce les fonctions de Secrétaire général, chargé des archives.
Ce conseil, qui est présidé par le gouverneur général Jean-Andoche Junot, s'installe dans un premier temps au palais de Queluz,.
Le général Maximilien Sébastien Foy raconte : « un ancien commissaire ordonnateur des armées françaises, Luuyt, fut nommé secrétaire d’État de la guerre et de la marine ; le commissaire impérial Herman fut affecté à l’intérieur et aux finances ; l’intendance générale de police, dont la législation de Pombal avait fait un ministère plus important que tous les autres, fut réservée à un Français, Lagarde que l’Empereur envoyait d’Italie ; l’inspecteur aux revues, Viennot-Vaublanc, fut secrétaire du gouvernement. »
Une fois de plus, son intégrité et sa probité le distinguent de bon nombre de ses collègues qui profitent de leur poste pour piller le pays : « Cependant, si l’on parvenait à éviter les troubles, il était presque impossible d’éviter les plus funestes désordres dans l’administration. La rapacité des généraux et employés français croissait sans cesse en dépit de la pénurie du trésor ; mais nous devons faire exception en faveur de l’honorable conduite de M. Hermann, administrateur des finances, de MM. De Vaublanc et Pépin de Belle-Isle, ainsi que des généraux Latour-Maubourg et Travot, qui méritèrent l’estime publique. »
À la suite des défaites de Vimeiro et de Roliça et en vertu de la convention de Cintra, l’armée française est contrainte d'évacuer le Portugal et est rapatriée vers Rochefort en octobre 1808.
Le 28 juillet 1809, Vaublanc est délégué pour remplir les fonctions d'inspecteur en chef aux revues à l’armée d’Espagne commandée par le prince Murat puis par le général Savary. Il est nommé le 20 janvier 1810 inspecteur en chef aux revues de cette même armée. Il est en poste à Valladolid, à Burgos et à Madrid, où il est chargé d'organiser la centralisation générale des revues et des décomptes.
Il est nommé le 8 mars 1811 inspecteur en chef aux revues de l’armée du Nord de l'Espagne commandé par le maréchal Bessières puis le général Dorsenne. En outre, il est nommé officier de la Légion d'honneur le 22 juillet 1811.

### Affectation à la Grande Armée

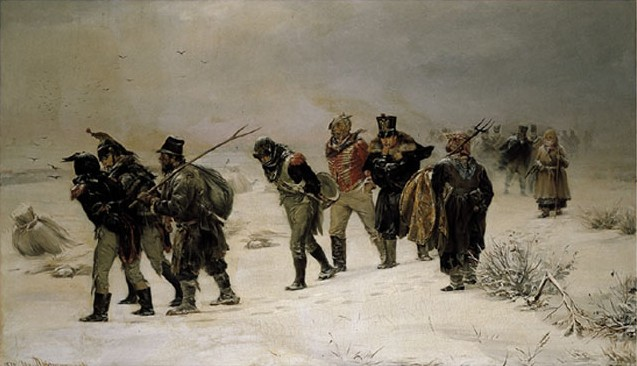
En 1812, par Illarion Prianichnikov

La retraite de Russie de Jean-Baptiste Bernard Viénot de Vaublanc

L'Empereur le rappelle de la Péninsule pour le nommer inspecteur en chef aux revues de la Grande Armée, le 1er mai 1812,,, sous les ordres des intendants généraux Dumas puis Daru. Vaublanc prépare à ce titre activement la campagne de Russie. Appelé à faire partie de l'expédition, il suit la Grande Armée bien qu'étant en mauvaise santé et malgré les exhortations de Berthier et de sa famille. Le 7 septembre 1812, il assiste à la bataille de la Moskowa.
Lors de la retraite de Moscou, il est tout d'abord chargé d'enregistrer chaque employé de l'armée ayant une voiture qui a obligation de prendre un ou deux blessés avec lui sous peine d'une sévère punition. Mais cette mesure n'est finalement pas exécutée.
Ensuite, il parvient à sauver quelques tableaux précieux des flammes de l'incendie de Moscou, en les mettant dans ses attelages. Mais bientôt, il doit continuer à pied l'épée à la main, les pieds ensanglantés, fiévreux dans le froid intense. Il est recueilli par le général Pierre Claude Pajol, qui lui fait bénéficier de ses attelages et avec qui il parvient jusqu'à Smolensk, ville dans laquelle il peut profiter de l'hospitalité du sous-inspecteur aux revues Lucet. Finalement Vaublanc atteint la ville de Gumbinnen en Prusse près de Vilnius en Lituanie dans laquelle il succombe, épuisé, le 19 décembre 1812.
Dans une lettre qu'il a écrite vers la France, il justifie sa conduite : « Quelle serait ma folie d'être venu jusqu'ici, si les motifs les plus légitimes ne m'y avaient conduit ! ». Avec lui disparaît aussi un ouvrage qu'il devait faire publier à propos de l'administration militaire.
Il est accordé, par exception, une pension viagère de 2 400 francs à sa veuve.

### Ses œuvres
- Oraison funèbre de Coursel et de ses compagnons d'armes, prononcé par Jean Viénot, adjudant général de la 6e division, le 20 ventôse, 2e année de la République, 13 pages[42].
- Discours prononcé à la Fête des Époux, à Besançon le 10 floréal an 7, Daclin, 1799, 21 pages.

### Postérité
Jean-Baptiste Bernard est l'ancêtre des Viénot de Vaublanc de la troisième branche de la famille.
Ainsi, Jean-Baptiste Bernard Viénot de Vaublanc est l'arrière-arrière-arrière-arrière grand-père de la poétesse et écrivaine Béatrice Douvre (1967-1994).

## Récompenses et distinctions

### Décorations
- Chevalier de l’ordre national de la Légion d’honneur le 25 avril 1804[3].
- Officier de l’ordre national de la Légion d’honneur, le 22 juillet 1811[3].